# Lisha Savage
Lisha Savage (bürgerlich Aylin-Ana Toraman-Oflas, geb. Oflas, * 23. Juni 1986 in Berlin) ist eine deutsche Webvideoproduzentin, Influencerin, Autorin, Unternehmerin und Reality-TV-Teilnehmerin.

## Leben
Lisha Savage hat türkisch-portugiesische Wurzeln und wuchs als Aylin-Ana Oflas in Berlin auf. Sie zeigte Wut- und Gewaltausbrüche, war in Schlägereien verwickelt und wurde zu 10 Monaten auf Bewährung verurteilt. Seit 2010 ist sie mit ihrem späteren Ehemann Erhan Toraman (Künstlername „Lou“) zusammen. Sie begannen 2014 den YouTube-Kanal Lisha&Lou, auf dem sie Inhalte zu Musik, Fitness, Beauty und Fashion teilen. Seit ihrer Hochzeit im Dezember 2018 lebt das Paar auf Mallorca. Anfang 2023 thematisierte Lisha ihre Essstörung, die zu hohem Gewichtsverlust und einer Gallenkolik führte.

## Karriere
Der Durchbruch im Reality-TV gelang Lisha Savage 2020 mit der Teilnahme an der RTL-Show Das Sommerhaus der Stars zusammen mit Lou. In den folgenden Jahren war sie in weiteren Formaten wie Das große Promi-Büßen (2023) und Promis unter Palmen (2025) zu sehen.
Lisha und Lou Savage veröffentlichten 2021 den Spiegel-Bestseller Total paranormal!

## Filmografie
- 2020: Das Sommerhaus der Stars – Kampf der Promipaare (RTL)
- 2021: Die Festspiele der Reality Stars – Wer ist die hellste Kerze? (Sat.1)
- 2021: Die Tutorial-Champions – Promipaare machen’s nach (Sat.1)[11]
- 2022: Das perfekte Promi-Dinner (VOX)
- 2022: Mein Mann kann (Sat.1)
- 2023: Das große Promi-Büßen (ProSieben)
- 2023–24: Goodbye Deutschland! Die Auswanderer
- 2024: Reality Backpackers (Joyn)
- 2025: Promis unter Palmen – Für Geld mache ich alles! (Sat.1)

## Diskografie

### Singles
- 2023: Lass Los
- 2023: Tränen
- 2024: Flieh mit mir (feat. Lou)